# Arrondissement de Neufchâteau
Ne doit pas être confondu avec Arrondissement administratif de Neufchâteau.
L'arrondissement de Neufchâteau est une division administrative française située dans le département des Vosges, en région Grand Est.

## Composition

### Composition avant 2015
L'arrondissement est, jusqu'en 2014, subdivisé en 9 cantons et 206 communes :
- canton de Bulgnéville, qui groupe 24 communes :
  - Bulgnéville, Saint-Ouen-lès-Parey, Vrécourt, Mandres-sur-Vair, Norroy, Saulxures-lès-Bulgnéville, Dombrot-sur-Vair, Saint-Remimont, Crainvilliers, Auzainvilliers, Sauville, Suriauville, Parey-sous-Montfort, La Vacheresse-et-la-Rouillie, Aulnois, Belmont-sur-Vair, Vaudoncourt, Gendreville, Malaincourt, Hagnéville-et-Roncourt, Médonville, Aingeville, Urville et Morville.

- canton de Châtenois, qui groupe 25 communes :
  - Châtenois, Gironcourt-sur-Vraine, Rouvres-la-Chétive, Houécourt, La Neuveville-sous-Châtenois, Dommartin-sur-Vraine, Rainville, Removille, Aouze, Sandaucourt, Morelmaison, Vicherey, Vouxey, Saint-Paul, Viocourt, Balléville, Longchamp-sous-Châtenois, Pleuvezain, Aroffe, Courcelles-sous-Châtenois, Ollainville, Dolaincourt, Soncourt, Maconcourt et Darney-aux-Chênes.

- canton de Coussey, qui groupe 21 communes :
  - Coussey, Soulosse-sous-Saint-Élophe, Frebécourt, Maxey-sur-Meuse, Moncel-sur-Vair, Midrevaux, Harmonville, Domrémy-la-Pucelle, Autigny-la-Tour, Greux, Punerot, Ruppes, Martigny-les-Gerbonvaux, Autreville, Sionne, Chermisey, Tranqueville-Graux, Avranville, Jubainville, Clérey-la-Côte et Seraumont.

- canton de Darney qui regroupe 21 communes :
  - Attigny, Belmont-lès-Darney, Belrupt, Bonvillet, Darney, Dombasle-devant-Darney, Dommartin-lès-Vallois, Escles, Esley, Frénois, Hennezel, Jésonville, Lerrain, Pierrefitte, Pont-lès-Bonfays, Provenchères-lès-Darney, Relanges, Saint-Baslemont, Sans-Vallois, Senonges et Les Vallois.

- canton de Lamarche, qui groupe 26 communes :
  - Lamarche, Martigny-les-Bains, Damblain, Senaide, Isches, Châtillon-sur-Saône, Villotte, Ainvelle, Frain, Saint-Julien, Les Thons, Morizécourt, Blevaincourt, Robécourt, Tignécourt, Serocourt, Tollaincourt, Serécourt, Rozières-sur-Mouzon, Mont-lès-Lamarche, Marey, Fouchécourt, Lironcourt, Romain-aux-Bois, Grignoncourt et Rocourt.

- canton de Mirecourt, qui groupe 32 communes :
  - Mirecourt, Mattaincourt, Poussay, Hymont, Rouvres-en-Xaintois, Baudricourt, Oëlleville, Ambacourt, Valleroy-aux-Saules, Mazirot, Villers, Ramecourt, Juvaincourt, Domvallier, Puzieux, Vroville, Ménil-en-Xaintois, Frenelle-la-Grande, Dombasle-en-Xaintois, Saint-Menge, Biécourt, Totainville, Thiraucourt, Saint-Prancher, Madecourt, Repel, Remicourt, Chef-Haut, Frenelle-la-Petite, Boulaincourt, Chauffecourt et Blémerey.

- Monthureux-sur-Saône qui regroupe 11 communes :
  - Ameuvelle, Bleurville, Claudon, Fignévelle, Gignéville, Godoncourt, Martinvelle, Monthureux-sur-Saône, Nonville, Regnévelle et Viviers-le-Gras.

- canton de Neufchâteau, qui groupe 25 communes :
  - Neufchâteau, Liffol-le-Grand, Bazoilles-sur-Meuse, Grand, Rollainville, Landaville, Mont-lès-Neufchâteau, Rebeuville, Attignéville, Certilleux, Circourt-sur-Mouzon, Pompierre, Pargny-sous-Mureau, Fréville, Trampot, Harchéchamp, Villouxel, Sartes, Jainvillotte, Beaufremont, Barville, Tilleux, Houéville, Brechainville,  et Lemmecourt.

- canton de Vittel, qui groupe 21 communes :
  - Vittel, Contrexéville, Remoncourt, Haréville, Dombrot-le-Sec, Lignéville, Valfroicourt, Domjulien, Valleroy-le-Sec, Rozerotte, They-sous-Montfort, Monthureux-le-Sec, Thuillières, Gemmelaincourt, La Neuveville-sous-Montfort, Bazoilles-et-Ménil, Offroicourt, Estrennes, Rancourt, Domèvre-sous-Montfort et Viviers-lès-Offroicourt.

### Découpage communal de 2015 à 2024
De 2015 à 2018, le nombre de communes des arrondissements varie chaque année soit du fait du redécoupage cantonal de 2014 qui a conduit à l'ajustement de périmètres de certains arrondissements, soit à la suite de la création de communes nouvelles. La composition de l'arrondissement est modifiée par l'arrêté du 24 octobre 2018 prenant effet au 1er janvier 2019.
Le nombre de communes de l'arrondissement de Neufchâteau est ainsi de 206 en 2015, 206 en 2016, 205 en 2017 et 175 en 2019.

### Découpage communal depuis 2024
La composition de l'arrondissement est modifiée par l'arrêté préfectoral du 15 septembre 2023 prenant effet au 1er janvier 2024, le nombre de communes passant de 175 à 251.
Au 1er janvier 2024, l'arrondissement groupe les 251 communes suivantes :
1. Les Ableuvenettes
2. Ahéville
3. Aingeville
4. Ainvelle
5. Ambacourt
6. Ameuvelle
7. Aouze
8. Aroffe
9. Attignéville
10. Attigny
11. Aulnois
12. Autigny-la-Tour
13. Autreville
14. Auzainvilliers
15. Avillers
16. Avrainville
17. Avranville
18. Bainville-aux-Saules
19. Balléville
20. Barville
21. Battexey
22. Baudricourt
23. Bazegney
24. Bazoilles-et-Ménil
25. Bazoilles-sur-Meuse
26. Beaufremont
27. Begnécourt
28. Belmont-lès-Darney
29. Belmont-sur-Vair
30. Belrupt
31. Bettegney-Saint-Brice
32. Bettoncourt
33. Biécourt
34. Blémerey
35. Bleurville
36. Blevaincourt
37. Bocquegney
38. Bonvillet
39. Boulaincourt
40. Bouxières-aux-Bois
41. Bouxurulles
42. Bouzemont
43. Brechainville
44. Bulgnéville
45. Certilleux
46. Châtenois
47. Châtillon-sur-Saône
48. Chauffecourt
49. Chef-Haut
50. Chermisey
51. Circourt
52. Circourt-sur-Mouzon
53. Claudon
54. Clérey-la-Côte
55. Contrexéville
56. Courcelles-sous-Châtenois
57. Coussey
58. Crainvilliers
59. Damas-et-Bettegney
60. Damblain
61. Darney
62. Darney-aux-Chênes
63. Derbamont
64. Dolaincourt
65. Dombasle-devant-Darney
66. Dombasle-en-Xaintois
67. Dombrot-le-Sec
68. Dombrot-sur-Vair
69. Domèvre-sous-Montfort
70. Domjulien
71. Dommartin-aux-Bois
72. Dommartin-lès-Vallois
73. Dommartin-sur-Vraine
74. Dompaire
75. Domrémy-la-Pucelle
76. Domvallier
77. Escles
78. Esley
79. Estrennes
80. Évaux-et-Ménil
81. Fignévelle
82. Fouchécourt
83. Frain
84. Frebécourt
85. Frenelle-la-Grande
86. Frenelle-la-Petite
87. Frénois
88. Fréville
89. Gelvécourt-et-Adompt
90. Gemmelaincourt
91. Gendreville
92. Gignéville
93. Gircourt-lès-Viéville
94. Gironcourt-sur-Vraine
95. Godoncourt
96. Gorhey
97. Grand
98. Grandrupt-de-Bains
99. Greux
100. Grignoncourt
101. Gugney-aux-Aulx
102. Hagécourt
103. Hagnéville-et-Roncourt
104. Harchéchamp
105. Haréville
106. Harmonville
107. Harol
108. Hennecourt
109. Hennezel
110. Houécourt
111. Houéville
112. Hymont
113. Isches
114. Jainvillotte
115. Jésonville
116. Jorxey
117. Jubainville
118. Juvaincourt
119. Lamarche
120. Landaville
121. Légéville-et-Bonfays
122. Lemmecourt
123. Lerrain
124. Liffol-le-Grand
125. Lignéville
126. Lironcourt
127. Longchamp-sous-Châtenois
128. Maconcourt
129. Madecourt
130. Madegney
131. Madonne-et-Lamerey
132. Malaincourt
133. Mandres-sur-Vair
134. Marainville-sur-Madon
135. Marey
136. Maroncourt
137. Martigny-les-Bains
138. Martigny-les-Gerbonvaux
139. Martinvelle
140. Mattaincourt
141. Maxey-sur-Meuse
142. Mazirot
143. Médonville
144. Ménil-en-Xaintois
145. Midrevaux
146. Mirecourt
147. Moncel-sur-Vair
148. Monthureux-le-Sec
149. Monthureux-sur-Saône
150. Mont-lès-Lamarche
151. Mont-lès-Neufchâteau
152. Morelmaison
153. Morizécourt
154. Morville
155. Neufchâteau
156. La Neuveville-sous-Châtenois
157. La Neuveville-sous-Montfort
158. Nonville
159. Norroy
160. Oëlleville
161. Offroicourt
162. Ollainville
163. Parey-sous-Montfort
164. Pargny-sous-Mureau
165. Pierrefitte
166. Pleuvezain
167. Pompierre
168. Pont-lès-Bonfays
169. Pont-sur-Madon
170. Poussay
171. Provenchères-lès-Darney
172. Punerot
173. Puzieux
174. Racécourt
175. Rainville
176. Ramecourt
177. Rancourt
178. Rapey
179. Rebeuville
180. Regnévelle
181. Regney
182. Relanges
183. Remicourt
184. Remoncourt
185. Removille
186. Repel
187. Robécourt
188. Rollainville
189. Romain-aux-Bois
190. Rouvres-en-Xaintois
191. Rouvres-la-Chétive
192. Rozerotte
193. Rozières-sur-Mouzon
194. Ruppes
195. Saint-Baslemont
196. Saint-Julien
197. Saint-Menge
198. Saint-Ouen-lès-Parey
199. Saint-Paul
200. Saint-Prancher
201. Saint-Remimont
202. Saint-Vallier
203. Sandaucourt
204. Sans-Vallois
205. Sartes
206. Saulxures-lès-Bulgnéville
207. Sauville
208. Senaide
209. Senonges
210. Seraumont
211. Serécourt
212. Serocourt
213. Sionne
214. Soncourt
215. Soulosse-sous-Saint-Élophe
216. Suriauville
217. They-sous-Montfort
218. Thiraucourt
219. Les Thons
220. Thuillières
221. Tignécourt
222. Tilleux
223. Tollaincourt
224. Totainville
225. Trampot
226. Tranqueville-Graux
227. Urville
228. La Vacheresse-et-la-Rouillie
229. Valfroicourt
230. Valleroy-aux-Saules
231. Valleroy-le-Sec
232. Les Vallois
233. Varmonzey
234. Vaubexy
235. Vaudoncourt
236. Velotte-et-Tatignécourt
237. Vicherey
238. Villers
239. Ville-sur-Illon
240. Villotte
241. Villouxel
242. Viocourt
243. Vioménil
244. Vittel
245. Viviers-le-Gras
246. Viviers-lès-Offroicourt
247. Vomécourt-sur-Madon
248. Vouxey
249. Vrécourt
250. Vroville
251. Xaronval

## Histoire
Deux de ces cantons ont été ajoutés par la loi du 10 septembre 1926, issus de l'ancien arrondissement de Mirecourt. Les cantons de Darney et de Monthureux-sur-Saône faisaient partie de l'arrondissement d'Épinal jusqu'en 2013.

## Démographie
En 2022, l'arrondissement comptait 69 872 habitants.
| 1968   | 1975   | 1982   | 1990   | 1999   | 2006   | 2011   | 2016   | 2021   |
| ------ | ------ | ------ | ------ | ------ | ------ | ------ | ------ | ------ |
| 75 501 | 77 386 | 76 826 | 72 842 | 69 322 | 60 018 | 66 698 | 64 681 | 70 442 |

| 2022   | - | - | - | - | - | - | - | - |
| ------ | - | - | - | - | - | - | - | - |
| 69 872 | - | - | - | - | - | - | - | - |

## Administration
| Période | Période | Identité                                | Fonction précédente | Observation                                    |
| ------- | ------- | --------------------------------------- | ------------------- | ---------------------------------------------- |
| an VIII |         | Nicolas Joseph Pougny                   |                     |                                                |
| an IX   | ?1817   | Jean-Claude Cherrier                    |                     |                                                |
| ?1808   | ?1815   | Charles-Marcel Dumesnil                 |                     |                                                |
| 1817    | 1830    | Charles Cherrier                        |                     |                                                |
| 1830    | 1844    | François Laurent                        |                     |                                                |
| 1844    | 1847    | Charles-Paul-Anselme Carré La Crosnière |                     |                                                |
| 1847    | 1848    | Jean-Baptiste Migneret                  |                     |                                                |
| 1848    |         | Véridique Najean                        |                     |                                                |
| 1848    | 1851    | Charles-Jules-Tite Delorme              |                     |                                                |
| 1851    | 1853    | Victor-Augustin Petiet                  |                     |                                                |
| 1853    | 1862    | Ismaël-Théodore-Alexandre Pougy         |                     |                                                |
| 1862    | 1870    | Jean-Baptiste Sarlandie                 |                     |                                                |
| 1870    | 1871    | Jean-Charles-Victor (dit Victor) Martin |                     | maire de Neufchâteau ; sous-préfet par intérim |
| 1871    | ?1874   | Georges de Latouche                     |                     |                                                |
| ?1873   | ?1875   | Victor Legay                            |                     |                                                |
| ?1873   | 1876    | Léon Cavalier                           |                     |                                                |
| 1876    | 1877    | Paul-Edmond Levylier                    |                     |                                                |
| 1877    | 1878    | Jean Hosemann                           |                     |                                                |
| 1879    | ?1882   | Lucien Tisserand                        |                     |                                                |
| ?1880   | ?1891   | Jean-René Salvador                      |                     |                                                |
| ?1889   | 1896    | Paul-Laurent Rome                       |                     |                                                |
| 1896    | 1898    | Maurice Piette                          |                     |                                                |
| 1898    |         | André Cousteau                          |                     |                                                |
| 1898    | 1902    | Pierre-Marie-Maurice Brusset            |                     |                                                |
| 1902    | 1907    | Louis-Auguste-Joseph Montreuil          |                     |                                                |
| 1907    | 1909    | Charles Brunet-Million                  |                     |                                                |
| 1909    | 1910    | Émile-Élisée-Casimir Dietze             |                     |                                                |
| 1910    |         | Jean-Louis Piettre                      |                     |                                                |
| 1910    | 1913    | Auguste-Adolphe Thuveny                 |                     |                                                |
| 1913    | 1918    | Paul Mérouze                            |                     |                                                |
| 1918    | 1920    | Louis-Edmond Gilbert                    |                     |                                                |
| 1920    |         | Paul Alapetite                          |                     |                                                |
| 1920    | 1922    | Pierre Morel                            |                     |                                                |
| 1922    | 1924    | Angelo Chiappe                          |                     |                                                |
| 1924    | 1930    | Léon-Michel Robichon                    |                     |                                                |
| 2000    | 2002    | Jacques Billant                         |                     |                                                |
| 2002    | 2004    | Michel Le Cam                           |                     |                                                |
| 2004    | 2006    | Jean-Marc Magda                         |                     |                                                |
| 2006    | 2009    | Wassim Kamel                            |                     |                                                |
| 2009    | 2013    | Marc Tochon                             |                     |                                                |
| 2013    | 2016    | Marie-Claude Lambert                    |                     |                                                |
| 2016    | 2018    | Jeanne Vo Huu Lê                        |                     |                                                |
| 2018    |         | Benoît Rochas                           |                     |                                                |